# Leverath
Leverath ist ein Ortsteil der Gemeinde Much im Rhein-Sieg-Kreis. 

## Lage
Leverath liegt im Wahnbachtal. Nachbarorte sind Amtsknechtswahn im Nordosten, Wiese im Süden und Sommerhausen im Westen. Leverath ist über die Landesstraße 189 erreichbar.

## Geschichte
Leverath wurde 1079 erstmals urkundlich erwähnt.
1901 hatte der Weiler 48 Einwohner. Verzeichnet waren die Haushalte Joh. und Wilhelm Franken, Josef Wilhelm Frielingsdorf, Peter Josef Knipp, Friedrich Wilhelm und Joh. Heinrich Koppen, Christian, Gerhard und Joh. Müller, Catharina, Joh. und Josef Schmitz, Maria Elisabeth Söntgerath, Peter Steimel und Witwe Peter Strack. Bis auf den Stellmacher Johann Schmitz waren alle im Dorf Ackerer.

## Dorfleben
Das Dorf beteiligt sich aktiv mit Festwagen an Karnevals- und Erntezügen. Es gibt ein Osterfeuer, ein Maifest und einen Martinszug mit Martinsfeuer, ebenso wird noch Pfingsteiersingen durchgeführt. Seit 1968 gibt es die Dorffußballmannschaft „Borussia Leverath“.